# آلیچه تگیل
آلیچه تگیل (ایتالیایی: Alice Teghil؛ زادهٔ ۲۳ ژانویهٔ ۱۹۸۹) بازیگر اهل ایتالیا است.
از فیلم‌ها یا مجموعه‌های تلویزیونی که وی در آن‌ها نقش داشته‌است، می‌توان به کاترینا در بیگ سیتی اشاره نمود.